# NGC 5930
NGC 5930 ist eine Balkenspiralgalaxie vom Hubble-Typ SBb/pec im Sternbild Bärenhüter und etwa 123 Millionen Lichtjahre von der Milchstraße entfernt. Sie bildet zusammen mit der deutlich kleineren Galaxie NGC 5929 die wechselwirkende Konstellation Arp 90.
Halton Arp gliederte seinen Katalog ungewöhnlicher Galaxien nach rein morphologischen Kriterien in Gruppen. Diese Galaxie gehört zu der Klasse Spiralgalaxien mit einem großen Begleiter hoher Flächenhelligkeit auf einem Arm (Arp-Katalog).
Die Galaxie wurde am 18. März 1787 von Wilhelm Herschel mit einem 18,7-Zoll-Spiegelteleskop entdeckt, der sie dabei mit „pB, pL, iE, easily resolvable“ beschrieb.